# Scaphyglottis arctata
Scaphyglottis arctata là một loài thực vật có hoa trong họ Lan. Loài này được (Dressler) B.R.Adams miêu tả khoa học đầu tiên năm 1988.